# Por un Mundo más Justo
Por un Mundo más Justo (« Pour un Monde plus Juste », M+J ou PUM+J) est un parti politique espagnol, créé en 2004, dont l'objectif principal est, selon ses statuts, l'éradication de la pauvreté et la réussite de l'égalité dans le monde. Il promeut l'accomplissement décidé des Objectifs de Développement Durable, un accroissement de la quantité et qualité de l'Aide Officielle au Développement (AOD), la fermeture des Centres Fermés d'étrangers (CIEs en espagnol) et quelques règles justes en matière fiscale et commercial à niveau national et à niveau international. Il est inscrit sur le Registre de Partis Politiques du Ministère d'Intérieur de l'Espagne depuis le 8 janvier 2004.

## Programme et idéologie
L'objectif principal de M+J est établi, selon les milieux officiels du parti, dans le premier article de la Déclaration universelle des droits de l'homme : « Tous les êtres humains naissent libres et égaux en dignité et en droits. Ils sont doués de raison et de conscience et doivent agir les uns envers les autres dans un esprit de fraternité. » L'idéologie de la formation se base sur trois piliers : l'éradication de l'extrême pauvreté et de la dégradation environnementale, la non-discrimination vers des personnes d'autres nationalités et la recherche d'accords globaux entre les gouvernements des divers pays.

## Résultats électoraux
Depuis mai de 2015, le parti compte avec un Conseiller municipal en Santurce qu'a participé à la candidature « Oui, il se peut Santurtzi ». Pour un Monde plus Juste a aussi soutenu la candidature de « Ahora Madrid » (Maintenant Madrid) de Manuela Carmena aux élections communales de Madrid. 
Dans les élections au Parlement Européen de 2014 il a participé dans la coalition Printemps Européen qui a obtenu un eurodéputé.
En 2016, quelques-uns de ses membres ont fait partie (en tant qu'indépendants) dans les listes de la coalition Ensemble nous Pouvons par Madrid, pour les élections générales de 2016. Ils ont entamé cette campagne électorale avec une collée de panneaux dans la Haie du Tarajal, à Ceuta.